# Intelligent Platform Management Interface
Das Intelligent Platform Management Interface (kurz: IPMI) ist eine standardisierte Schnittstelle in Computer-Hardware und -Firmware, über die Rechner auf Hardwareebene ferngesteuert überwacht und verwaltet werden können, auch wenn sie ausgeschaltet sind oder kein Betriebssystem installiert ist. IPMI stellt damit eine Realisierungsform von Lights Out Management (LOM) dar. IPMI wurde ursprünglich von Intel, Hewlett-Packard, NEC und Dell, jedoch als herstellerübergreifender Industriestandard mit Schwerpunkt auf Serversysteme entwickelt, kann aber zur zentralen EDV-Fernwartung in größeren Organisationen auch auf Arbeitsplatzrechnern eingesetzt werden.
Aufgrund der weitgehenden Kontrolle, die IPMI über einen damit ausgerüsteten Rechner gewährt, ist eine ausreichende Absicherung gegen unbefugten Zugriff erforderlich. Massenhaft über das Internet zugängliche Systeme mit fehlerhaften, unzureichend gesicherten und veralteten Implementierungen der IPMI-Schnittstelle sind ein ernsthaftes Sicherheitsproblem.

## Funktionsweise

Struktur von IPMI

Herzstück des IPMI ist eine komplexe anwendungsspezifische integrierte Schaltung, der so genannte Baseboard Management Controller (BMC), der über den Intelligent Platform Management Bus (IPMB) mit den grundlegenden Hardware-Komponenten des Servers, den erforderlichen Kommunikations-Schnittstellen wie dem Universal Serial Bus, einer Netzwerk-Schnittstelle sowie einer Reihe von Sensoren verbunden ist. Sobald der Server mit Standby-Spannung versorgt wird, startet der BMC (vergleichbar mit dem Booten) und führt dabei eine Reihe grundlegender Tests der Server-Hardware aus.
Obwohl sich der Server selbst noch im ausgeschalteten Zustand befindet, kann er ab diesem Zeitpunkt bereits über eine serielle Verbindung oder ein lokales Netzwerk grundlegend administriert bzw. überwacht werden.
Die Funktionen im ausgeschalteten Zustand sind unter anderem:
- Steuerung der Betriebszustände (Server starten, herunterfahren …)
- Auslesen und Herunterladen von Logfiles
- Die Überwachung grundlegender Sensorwerte wie zum Beispiel Temperatur
- Übermittlung von Statusmeldungen via SNMP

Im laufenden Betrieb kann der Server unabhängig davon, ob ein und welches Betriebssystem installiert ist, noch tiefgreifender administriert und überwacht werden. Mittels SOL (englisch Serial Over LAN) ist unter anderem auch ein Zugriff auf das BIOS möglich. Optional können per KVM-Switch (englisch Keyboard, Video, Mouse) auch der komplette Inhalt des Monitors sowie Maus- und Tastatureingaben übertragen werden. Somit kann der Administrator auch sehr grundlegende Einstellungen im Bios des Servers oder des RAID-Controllers mittels Fernsteuerung vornehmen.
Im betriebsfähigen Zustand des Rechners stehen Funktion wie die Überwachung von Sensorwerten wie Spannung, Temperatur, Lüfterdrehzahl oder auch die Nutzung vom KVM-Switch unabhängig vom Betriebssystem und Einstellungen des Rechners zur Verfügung.

## Normen und Standards
Die IPMI-Spezifikation liegt in folgenden Versionen vor:
- IPMI v1.0 (vorgestellt am 16. September 1998)[1]
- IPMI v1.5 (vorgestellt am 27. Februar 2001)[3]
- IPMI v2.0 (vorgestellt am 18. Februar 2004)[4]
- IPMI v2.0 revision 1.1 (vorgestellt am 1. Oktober 2013),[5] zusätzlich Unterstützung von IPv6
- IPMI v2.0 revision 1.1 Errata 7 (vorgestellt am 21. April 2015), insbesondere mehr Sicherheit bei den Protokollen RMCP+ and RAKP+

## Nachfolger Redfish
Seit August 2015 gibt es einen Industriestandard namens Redfish Scalable Platforms Management API (Redfish), der skalierbarer als IPMI sein und IPMI-over-LAN ersetzen soll.